# Club Atlético River Plate (Montevideo)
|  | No s'ha de confondre amb Club Atlético River Plate. |

|  | Per a altres significats, vegeu «River Plate (desambiguació)». |

El Club Atlético River Plate és un club de futbol uruguaià de la ciutat de Montevideo.

## Història
El CA River Plate va ser fundat l'11 de maig de 1932. És el resultat de la fusió dels clubs Olimpia i Capurro. El club va guanyar sis cops el campionat uruguaià de segona divisió. La seva millor classificació fou la segona posició obtinguda l'any 1992 amb jugadors com Osvaldo Canobbio, Fernando Correa, Juan Ramón Carrasco, Luis Diego López i Edgardo Adinolfi. El campió fou el Nacional. A nivell internacional, ha participat dos cops a la Copa Conmebol, els anys 1996 i 1998.

## Palmarès
- 6 Lliga uruguaiana de segona divisió: 1943, 1967, 1978, 1984, 1991, 2004

## Entrenadors destacats
- Victor Pua
- Martín Lasarte
- Jorge Fossatti

## Jugadors destacats
| - Fernando Correa - Juan Ramón Carrasco - Osvaldo Canobbio - Edgardo Adinolfi - Severino Varela - Gustavo Poyet - Carlos Aguilera - Carlos Diogo | - Fernando Picún - Nelson Agresta - Carlos María Morales - Iván Alonso - Hernan Rodrigo López - Luis Diego López - Fernando Morena - Waldemar Victorino | - Pedro Catalino Pedrucci - Gabriel Cedrés - Oscar Zubia - Tabaré Silva - Diego Aguirre - Giancarlo Maldonado - Héctor Sena |

## Evolució de l'uniforme
En determinades ocasions ha usat l'uniforme del llegendari River Plate Football Club, un dels grans clubs de l'època amateur a l'Uruguai, per al seu uniforme reserva.
| 1932 | 1994 | 1996 | 1996 visitant | 2001 | 2005 visitant | 2006 visitant |